# مخيم اللاذقية
مخيم اللاذقية أحد مخيمات اللاجئين الفلسطينيين وهو مخيم غير رسمي يقع ضمن حدود مدينة اللاذقية، سوريا على ساحل البحر الأبيض المتوسط. يُسمى أيضًا مخيم الرمل أو مخيم القدس، وقد تم تأسيس المخيم بين عامي 1955-1956 فوق مساحة من الأرض تبلغ 0,22 كيلومتر مربع. ومعظم اللاجئين في المخيم أصولهم من قضاء يافا وقضاء حيفا والجليل. في عام 2011 تعرض لهجوم واسع من الجيش السوري في حكم بشار الأسد أسفر عن ترحيل الآلاف. وينحدرون من قرى وبلدات إجزم وعين غزال وجبع والصرفند وعتليت وكفر لام وطيرة والطنطورة والزيب وترشيحا البروة وياجور وأم الفرج والفريديس والسنديانة وعمقا والنهر والفراضية ودبورية وإكسال وغيرها.

## التعليم بالمخيم
يتوفر المخيم على عدد من المدارس التي تتبع وزارة التربية السورية ووكالة الأونروا، مما يساهم في توفير التعليم للسكان. ومنذ السبعينيات، ركز سكان المخيم على التعليم الثانوي والجامعي.

### أهم المؤسسات التعليمية بالمخيم

#### مدارس تتبع وزارة التربية السورية
- مدرسة الشهيد يوسف نداف (ثانوية)
- مدرسة الرمل الجنوبي المحدثة (للتعليم الأساسي)

##### مدارس تديرها وكالة الأونروا
- مدرسة جبع (للتعليم الأساسي، حلقة أولى، ذكور)
- مدرسة عتليت (للتعليم الأساسي، حلقة أولى، إناث)
- مدرسة الخيرية (ابتدائية وإعدادية)
- مدرسة مجد الكروم (ابتدائية وإعدادية)[5]

## أوضاع المخيم الصحية
يعاني مخيم الرمل في اللاذقية من مشاكل صحية كبيرة، نظرا لسوء البنية التحتية للصرف الصحي، حيث تتكرر الفيضانات خلال فصل الشتاء بسبب تهالك الشبكة وضعف أعمال الصيانة، كما تصب مياه الصرف الصحي في البحر، مما يؤدي إلى انتشار الروائح الكريهة وتلوث البيئة المحيطة إلى جانب ذلك، يواجه سكان المخيم ظروفًا سكنية صعبة، حيث تعاني المنازل من الرطوبة والتآكل، مما يزيد من المخاطر الصحية رغم وجود مركز صحي تديره الأونروا ومستشفى تابع لجمعية الهلال الأحمر الفلسطيني، إلا أن الخدمات الطبية لا تزال محدودة .

## معاناة اللاجئين
يواجهون نقص في الموارد الأساسية، سوء الأحوال الصحية، وصعوبة الحصول على التعليم والعمل. في المخيمات، يعاني اللاجئون من قلة المساعدات، خاصة خلال فصل الشتاء،  تؤدي الأمطار والثلوج إلى تفاقم أوضاعهم. كما يواجهون خطر الأمراض بسبب نقص الخدمات الصحية، إضافة إلى الجوع الذي يعد من أكبر المشاكل التي تهدد حياتهم. 